# Гвидо ди Грациано

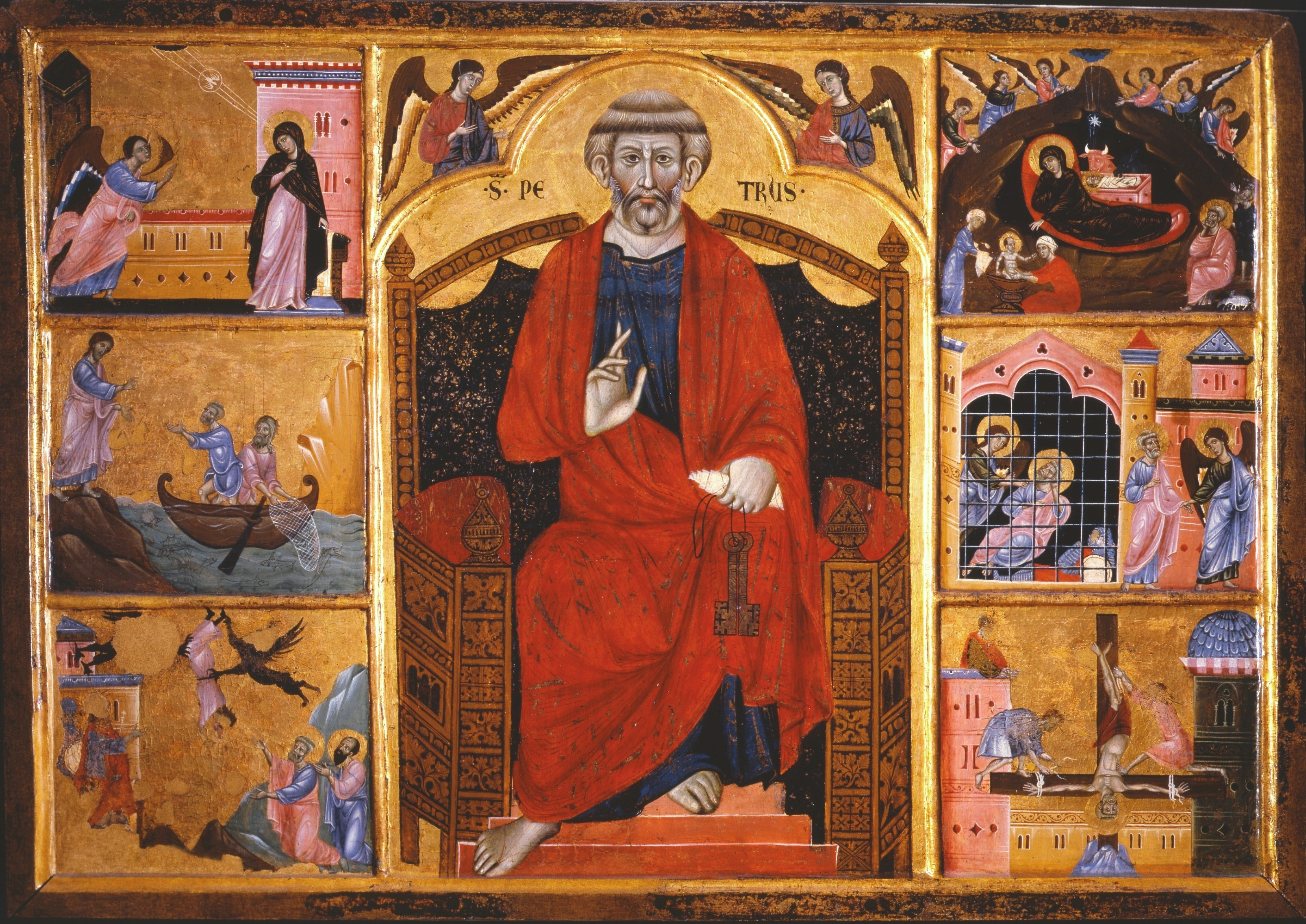
Гвидо ди Грациано. «Св. Петр на троне и сцены из Евангелия» ок. 1280 г. Сиена, Пинакотека.

Гвидо ди Грациано (итал. Guido di Graziano, работал в Сиене в последней четверти XIII века) — итальянский художник.

Гвидо ди Грациано не был художником-новатором, как Коппо ди Марковальдо или Гвидо да Сиена, он был их современником и мастером, так сказать, «второго ряда», однако достаточно добротным для того, чтобы получать множество заказов в Сиене. Имя «Guido» многократно встречается в записях сиенского казначейства, Биккерны, и не только по случаю заказов, которые давали его мастерской на изображения гербов на таволетта. В качестве подтверждения того, что Гвидо ди Грациано был известным и хорошо оплачиваемым художником, можно привести записи Биккерны от 1295 года: 27 августа 1295 года Гвидо выплачено 15 лир за изображение благословляющей Мадонны во дворце коммуны; 28 октября 1295 года ему выплачено 10 лир за «Маэста» во дворце коммуны; 15 ноября 1295 года ему выплачено 6 лир и 10 сольди за изображения святых Петра и Павла, а также за 102 золотые буквы под образом Девы Марии. 

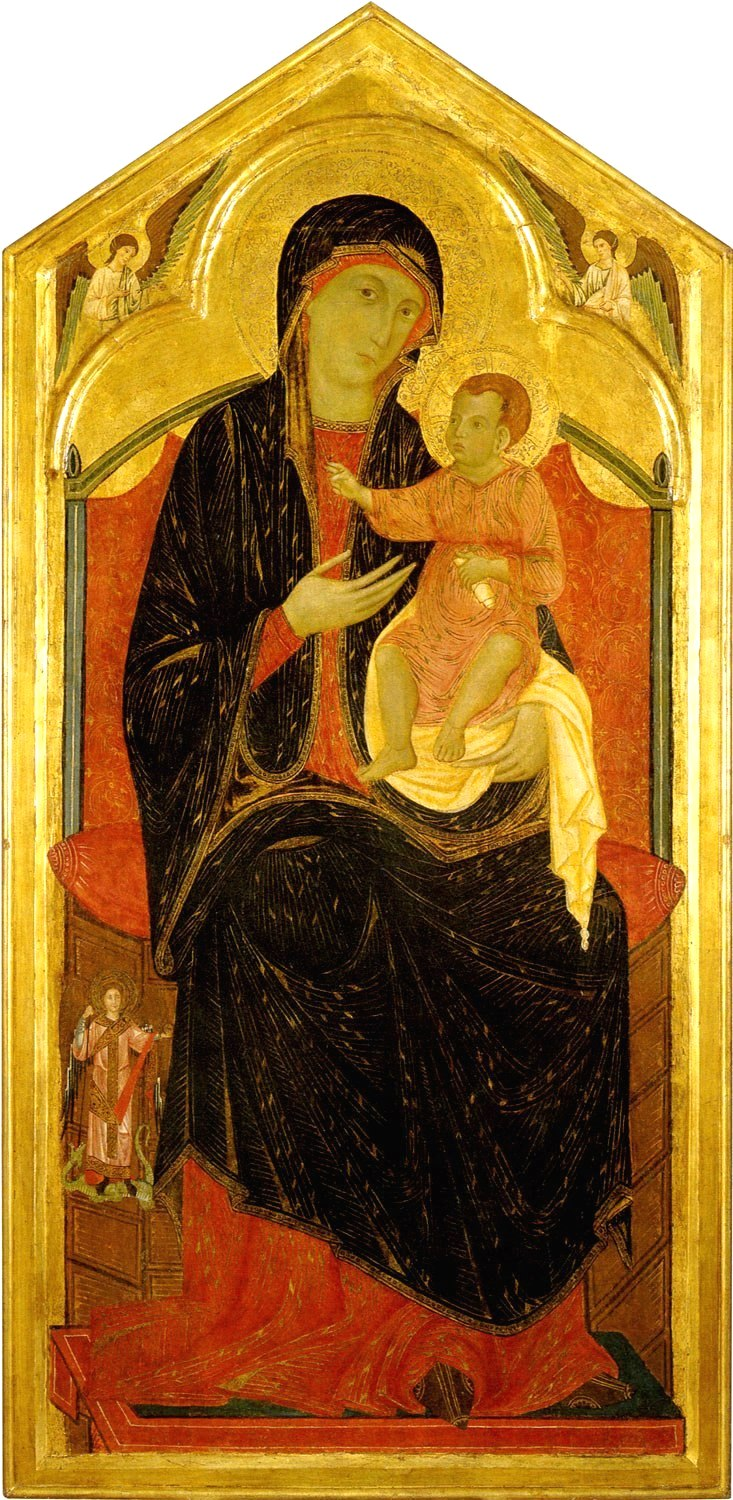
Гвидо ди Грациано. «Мадонна с младенцем на троне» 1285-95гг. Сиена, ц. Сан Реголо.

Совершенно очевидно, что речь в данном случае идет о фреске, поскольку добавление надписи из 102 золотых букв и изображений Петра и Павла представляло собой некий единый проект, над которым Гвидо работал с августа по ноябрь, получив за него в сумме 41 лиру и 10 сольди. Сухие бухгалтерские отчеты не содержат более подробной информации о том, в каком зале Палаццо Пубблико он писал свою фреску. В первой половине XX века в учёной среде бытовало мнение, что этот «Гвидо» и Гвидо да Сиена — это один и тот же художник. Однако тонкий искусствоведческий анализ, проведённый Лучано Беллози, позволил отделить манеру одного мастера от другого.
Авторству Гвидо ди Грациано ныне приписывается известная картина с изображением «Св. Петра на троне и евангельских сцен», хранящаяся в Пинакотеке г. Сиена (авторство этого произведения вызывало споры несколько десятилетий), алтарного образа «Святой Франциск и сцены из его жизни» (после 1270 г., Сиена Пинакотека), и «Мадонны с младенцем на троне» (1285—1295 гг. Сиена, ц. Сан Реголо). Во всех его работах видно сильное влияние византийской живописи. Но в трактовке лиц видны и сиенские новации — это уроки, усвоенные им от Гвидо да Сиена и Коппо ди Марковальдо. Кроме того, Гвидо ди Грациано известен как создатель книжной миниатюры. В городской библиотеке Сиены хранится «Трактат о сотворении мира», который датируется концом XIII — началом XIV века, проиллюстрированный Гвидо ди Грациано. Точных дат его рождения и смерти не существует. Из записей Биккерны можно понять, что начав с 1270 года, Гвидо продолжал работать и в начале XIV века.